# Lord Jim (film 1965)
Lord Jim è un film del 1965 diretto da Richard Brooks.
La pellicola, di produzione anglo-americana è tratta dall'omonimo romanzo di Joseph Conrad che aveva già ispirato un omonimo film muto, Lord Jim, girato nel 1925 per la regia di Victor Fleming.
Il film è stato presentato in anteprima mondiale il 15 febbraio 1965 alla Odeon Leicester Square di Londra in presenza della Regina Madre (Elizabeth Bowes-Lyon), della Regina Elisabetta II del Regno Unito e della Principessa Margaret, contessa di Snowdon, con la quale sembra che Peter O'Toole abbia avuto una breve relazione sentimentale.

## Trama
Nell'introduzione del film:
in nessun luogo, come sul mare, il confine tra l'illusione e la delusione è più netto,
e la rassegnazione più completa»
Jim è un promettente marinaio della marina mercantile britannica che diviene primo ufficiale sotto il comandante Marlow. La routine giornaliera dei servizi di bordo del giovane Jim non è però quello a cui egli anelava; il novello ufficiale è infatti un sognatore, desideroso di avventure, e si isola spesso assorto nei suoi pensieri in cui è, a volte un eroe che salva bellissime donzelle da tremende tempeste, a volte un coraggioso ufficiale che libera il suo comandante da un ammutinamento.
Infortunatosi accidentalmente ad una gamba durante un servizio su una nave, Jim viene sbarcato a Giava dove trascorre alcune settimane in un ospedale. In questo periodo, nelle ore libere di convalescenza, trascorre il suo tempo girovagando, ancora zoppicante, nei meandri del porto, osservando: quella folla di falliti e relitti umani che egli, sentendosi superiore, disprezza e commisera.
Dimesso dall'ospedale, Jim, desideroso di riprendere il mare, si arruola sulla prima nave disponibile, ma con sua sorpresa e delusione scopre nell'atto di imbarcarsi che questa è una scalcinata, fatiscente nave da carico denominata S.S. (Steamship) Patna, sovraffollata di centinaia di pellegrini musulmani diretti alla Mecca, il cui comandante è un uomo rozzo e burbero.
Quando una tempesta minaccia la nave e una lamiera con un boato sembra prossima a cedere, il comandante e l'equipaggio, presi dal panico, convinti che il Patna stia per affondare da un momento all'altro, salgono su una delle due scialuppe a disposizione senza pensare ai passeggeri: Jim, dopo avere rassicurato i pellegrini che egli non li abbandonerà al loro destino, in un momento di debolezza fugge con i colleghi, tra cui Robinson il macchinista di bordo.
Raggiunto il primo porto, dopo ore di navigazione sulla scialuppa sotto un sole cocente, i marinai rimangono esterrefatti: il Patna, intatto, è ivi giunto prima di loro, trainato da una nave militare francese. Jim, rendendosi conto della viltà e vigliaccheria di cui si è macchiato, viene colto da un sorriso isterico e irrefrenabile.
un pozzo dal quale non sarebbe mai più uscito»
Il comandante e l'equipaggio si dileguano, ma non il giovane ufficiale, il quale vuole espiare la sua colpa e, rimanendo, confessa la sua condotta alla commissione incaricata dell'inchiesta, presieduta dal comandante Brierly. Jim viene radiato dai registri navali e aspramente criticato per aver gettato fango sull'onore della marineria mercantile.
Colmo di disgusto per sé stesso, egli diviene un vagabondo, fuggendo verso nuovi lidi dell'Estremo Oriente non appena la sua nomea viene rivelata e accettando i lavori più sgradevoli e umili, mischiandosi con: quella folla di falliti e relitti umani, di cui lui ormai fa parte.
Sprezzante della propria vita, un giorno Jim salva dal sabotaggio un'imbarcazione piena di polvere da sparo davanti l'ammirazione e l'entusiasmo degli occupanti dei battelli vicini, che lo acclamano come un eroe. L'azione viene osservata con stupore da Stein, un vecchio malandato di cuore, titolare della Società commerciale Far East Trading & Co. e proprietario dell'imbarcazione, il quale, convocatolo, visto il suo coraggio, gli offre un incarico molto rischioso: trasportare, risalendo il fiume, il carico di polvere da sparo con alcuni fucili nella distante Patusan, un remoto insediamento di agricoltori con un tempio buddista, per aiutare il suo vecchio amico Du-Ramin, capo del villaggio, i cui abitanti sono oppressi e schiavizzati per estrarre lo stagno di cui è ricca la zona, da una banda di malviventi capeggiati da un criminale omicida chiamato "Il Generale" e guidare così una rivolta contro di loro.
Il giovane, che nel frattempo ha casualmente incontrato di nuovo Robinson, che gli riporta alla mente gli infamanti avvenimenti del Patna ed inoltre ha letto su un giornale locale, il Penny Illustrated Paper, che il comandante Brierly si è suicidato per la vergogna dello scandalo, accetta, vedendovi la possibilità di fuggire in un luogo nuovo in cui egli non è conosciuto e di riscattare così il proprio onore, lasciandosi alle spalle una volta per tutte il passato.
Stein e Jim partono quindi in treno per raggiungere Batu Kring, ultimo avamposto "civile" prima della giungla, da dove poi con una barca risaliranno il fiume per circa 30 miglia per raggiungere Patusan.
A Batu Kring, il losco trafficante Schomberg, gestore di una fatiscente locanda, nega a Stein l'utilizzo della motobarca che gli aveva promesso per questo trasporto. Jim prende allora un'imbarcazione a vela con due uomini di equipaggio, nativi del luogo, e lascia Stein a terra, considerandolo un impaccio e un peso morto, il quale gli raccomanda però che le armi non dovranno mai cadere nelle mani degli uomini del Generale.
Prossimo alla destinazione, Jim scopre che uno dei due malesi dell'equipaggio è un uomo del Generale. Questo, in un momento in cui non è osservato, uccide l'altro, fedele a Jim, e fugge ad avvisare il capo dei banditi. Jim si affanna quindi per nascondere il carico, aiutato da un piccolo malese del villaggio, Ruon, prima di essere catturato.
Anche sotto tortura, egli si rifiuta di rivelare ove ha nascosto le armi. Il tenace comportamento di Jim, sotto le terribili sofferenze, sorprende Cornelius, il codardo ed alcolizzato agente della Società commerciale di Stein, che di fatto obbedisce al Generale. Nella notte una giovane di Patusan, Gioiello (così ribattezzata poi da Jim), con l'aiuto dei suoi, riesce con uno stratagemma a liberare il prigioniero.
Durante la notte Jim recupera dal nascondiglio e distribuisce le armi ai rivoltosi e prepara un attacco al covo del Generale, assistito da Waris, figlio del capo del villaggio. Dopo una sanguinosa battaglia il Generale viene sconfitto ed ucciso, mentre Cornelius riesce a fuggire di nascosto. Jim, conquista così la fiducia e il rispetto della popolazione e viene acclamato come un eroe definito Tuan (Tuan Jim), termine che nella lingua locale significa capo e, secondo Gioiello, Lord.
Jim, innamorato della ragazza, si ferma a Patusan a vivere con lei. Nel villaggio arriva anche Stein, felice della liberazione della popolazione dalla schiavitù del Generale. Nel frattempo Cornelius raggiunge Schomberg e lo convince ad organizzare una spedizione per impadronirsi del tesoro del tempio buddista e per questo ingaggiano un famoso tagliagole, Duncan Malcom Brown, detto Gentleman, ed il suo gruppetto di banditi. Essi si recano nottetempo lungo il fiume con un'imbarcazione a vapore, ma vengono scoperti, costretti a sbarcare ed assediati dagli uomini del villaggio. Brown offre loro di rinunciare a combattere in cambio della restituzione dell'imbarcazione, con la quale promette di andarsene lasciandoli in pace. Nessuno gli crede, tranne Jim, che dopo aver incontrato Brown e data la sua parola, convince i maggiorenti della città ad accettare l'offerta, sostenendo che è il modo migliore di salvare altre vite e, per vincere le titubanze e i dubbi di Stein e degli altri, offre la sua, se l'accoglimento della richiesta di Brown causerà anche una sola vittima.
Brown, dopo aver fatto le mosse di andarsene con l'imbarcazione con cui era venuto, rientra con alcuni dei suoi scherani, compreso Cornelius, usando due barche a remi ed approfittando della fitta nebbia che ricopre quel tratto di fiume. Una breve incursione di Cornelius ed altri due uomini nel tempio, accerta che nessuno si è accorto di nulla, ma Cornelius improvvisamente spara ad una sentinella, dando così l'allarme, mentre gli altri sorprendono Waris intento a pregare, ferendolo mortalmente con un pugnale. I tre fuggono poi per raggiungere Brown.
Sopraggiunge Jim che trova con sgomento il giovane in terra moribondo. Waris, agonizzante, gli suggerisce di riempire con i gioielli del tesoro due piccole bocche da fuoco poste come ornamento nel tempio. Al loro arrivo, Brown, Cornelius ed i loro uomini vengono accolti da una scarica a mitraglia di gioielli, che li uccide tutti, ma il coraggioso Waris muore fra le braccia di Jim.
Stein, che si è affezionato a Jim e si considera per lui come un padre, intercede con Du-Ramin nel tentativo di salvargli la vita; questo, addolorato e affranto per la morte del figlio, ricorda la promessa fatta da Jim, tuttavia darà tempo al giovane l'intera notte per andarsene con la donna (Gioiello), ma se l'indomani sarà ancora a Patusan, lo ucciderà.
Jim, perseguitato da cupio dissolvi, incapace di sfuggire alle sue responsabilità, quale punizione per la sua azione codarda sul Patna e responsabile per la morte di Waris, decide di rimanere e la mattina dopo cammina, senza tradire emozione, fino al capo del villaggio, tra i sudditi che sono in fila per la processione funebre di Waris, consegnandogli il suo fucile. Accettando di morire, Jim sceglie di liberarsi dai propri turbamenti interiori. Il suo corpo verrà cremato insieme a quello di Waris fra le lacrime di Gioiello.

## Produzione
Il film è stato realizzato a Shepperton Studios (Inghilterra) e in esterni a Angkor Wat (Cambogia), Lantau Island (Hong Kong) e Malacca (Malaysia). 
È stato girato in Super Panavision 70.

## Musiche
Le musiche del film sono state composte da Bronislau Kaper, il quale era interessato a fondere la musica indigena esotica con spunti tradizionali, per Lord Jim introdusse per la prima volta il suono delle orchestre Gamelan in occidente. 

## Colonna sonora
La colonna sonora originale con le musiche composte da Bronislaw Kaper è disponibile:
- su LP con etichetta: Colpix Records, CP 521
- su CD con etichetta: Film Score Monthly, ASIN: B000B63IQ6
- una versione cantata da Nico Fidenco è su 45 giri etichetta: RCA Italiana, PM45 3338

## Distribuzione

### DVD - Blu Ray
Il film è disponibile con i seguenti formati:
- DVD Columbia Tristar 2014 - ASIN: B0041KWL6G
- DVD Golem Video 2015 - ASIN: B00QB51R6E
- Blu Ray - Edition Collector Combo - Wild Side Video 2014 - (Cofanetto con 1 DVD e 1 Blu-Ray in versione rimasterizzata in HD + libro di 204 pag. di Patrick Brion, illustrato con numerose rare foto e documenti d'archivio) - lingua inglese e francese - ASIN: B00I7ZCE3G

## Riconoscimenti
Il film ha ricevuto due nomination BAFTA per la migliore regia e la migliore fotografia.

## Differenze tra il film ed il romanzo
La trama del film ed anche i dialoghi seguono e si ispirano al romanzo di Conrad, pur tuttavia la sceneggiatura, adattata al linguaggio e ai tempi cinematografici, ha indotto i seguenti vari e importanti cambiamenti:
- Marlow, il Comandante Marlow, è nel romanzo una figura di narratore ed interprete; egli racconta a cena ad un gruppo di amici le vicende di Jim, che ha conosciuto quando ha assistito all'inchiesta sul caso del Patna. Egli prende a cuore il destino del giovane, sostenendolo ed aiutandolo. Non è quindi il comandante della nave scuola dove Jim viene nominato ufficiale, né il comandante della nave dove Jim presta il suo primo servizio
- Jim si era infortunato a causa della caduta di un pennone e non nella caduta da una scaletta come mostrato nel film
- Come nel film il Patna entra in collisione con un oggetto galleggiante che procura un allagamento del compartimento di prora, segue una bufera con pioggia (ma non una tempesta) e l'abbandono della nave dell'equipaggio. Nel romanzo le scialuppe del Patna sono sette (anziché due come enunciato nel film), in ogni caso insufficienti a salvare le centinaia di pellegrini a bordo
- I naufraghi vengono raccolti dall'"Avondale" un piroscafo della "Dale Line" di passaggio e non giungono quindi da soli nel porto (non specificato) come mostrato nel film
- Il Patna viene rimorchiato di poppa (la prora era semi sommersa) fino al porto di Aden, da una cannoniera francese di passaggio partita da Réunion e diretta in Francia, pertanto Jim e i suoi colleghi apprendono che il Patna non è affondato dalle notizie che si diffondono e dalla stampa
- L'inchiesta, con a capo un Giudice e due periti navali tra cui il comandante Brierly, uomo d'onore di severi, morali principi (nel film accanito accusatore del comportamento di Jim), si sviluppa in tre giorni, alla fine dei quali vengono ritirati i brevetti di navigazione al giovane e agli altri membri dell'equipaggio (non presenti in aula perché fuggiti). Non vi è nel romanzo l'aspra nota di biasimo di Brierly quando questo rimane solo nell'aula vuota con Jim. Brierly nel romanzo si suicida circa una settimana dopo la fine dell'inchiesta (nel film viene mostrata la notizia letta da Jim su un giornale locale, il Penny Illustrated Paper)
- L'ufficiale francese (nome sconosciuto) della cannoniera che aveva rimorchiato e tratto in salvo il Patna nel porto di Aden, non è presente al processo (come mostrato nel film). Nel romanzo egli fa solo un rapporto alla locale capitaneria di porto e poi racconta gli eventi a Marlow, incontrato casualmente a Sydney, prima di ripartire per Tolone; questo, a sua volta, li riferisce ai suoi amici commensali convenuti a cena
- Jim, con l'aiuto di Marlow trova lavoro come commesso marittimo di forniture navali presso varie società, da cui fuggiva non appena veniva riconosciuto il suo passato. Non si presta quindi a lavori umili o sgradevoli come mostrato nel film
- Schomberg è il proprietario dell'albergo a Bangkok dove Jim, nel suo peregrinare, alloggia. Non è quindi quello che procura la barca a Stein come nel film
- Stein è il vecchio proprietario della "Stein & Co." (non della "Far East Trading & Co.")
- L'episodio in cui Jim salva il carico della polvere da sparo su una barca di Stein, nel romanzo non esiste. Jim viene inviato a Patusan da Stein, su consiglio di Marlow, per "liberarsi di lui" e sostituire il vecchio portoghese Cornelius, ritenuto non più affidabile nei commerci
- La figura del "Generale" a Patusan non esiste. Nel villaggio vi sono invece il "Rajah Tunku Allang" ed il meticcio arabo "Sherif Ali" che, in lotta tra loro per il potere e l'esclusività dei commerci, fanno in pratica quello che nel film viene attribuito al Generale
- Jim non viene torturato, ma tenuto in prigione dal Rajah per tre giorni, da cui riesce a fuggire senza l'aiuto di nessuno ed a rifugiarsi dalla gente di Du-Ramin (nel romanzo Doramin)
- Gioiello, è la figlia adottiva di Cornelius, che la madre, separatasi dal primo marito, aveva sposato. La donna era poi morta di febbre. Jim conosce Gioiello (una ragazza esile dai lineamenti delicati, diversa quindi da quella mostrata nel film), perché nei primi tempi di permanenza a Patusan, vive nell'alloggio di Cornelius
- Il tesoro del tempio buddista ed il tempio stesso non esistono nel romanzo, gli abitanti, sudditi di Doramin, sono immigrati originari di Celebes
- Browm "il gentiluomo" capita a Patusan per caso, nel suo girovagare con la sua ciurma di delinquenti, con una nave brigantino-goletta rubata, per razziare generi alimentari e altro, non è quindi ingaggiato da Schomberg e Cornelius
- Cornelius si allea con Brown per odio contro Jim, che gli ha usurpato il posto ed è divenuto il capo (Tuan) del villaggio
- Brown, non tiene fede alla promessa di andarsene senza combattere non per rubare il tesoro nel tempio (come mostrato nel film), ma solamente perché, irritato dalla figura e dal portamento fiero di Jim, così diverso da lui, vuole dargli una lezione ed una punizione
- Waris muore durante la scaramuccia con gli uomini di Brown, colpito da una pallottola in fronte (non viene quindi colpito da una pugnalata nel tempio come nel film)
- Cornelius, scoperto il suo tradimento, viene ucciso da "Tamb'Itam", il fido servitore di Jim
- Jim viene ucciso da Doramin con un colpo della sua pistola a pietra focaia (non di fucile) la sera stessa in cui sono avvenuti gli avvenimenti e nel romanzo non vi è la funzione funebre di Waris, né la cremazione dei due corpi
- Stein nel romanzo non è mai giunto a Patusan da quando vi ha inviato Jim e quindi non assiste né agli eventi con Brown, né alla uccisione di Jim (come mostrato nel film); nel romanzo vi arriva invece Marlow che si trattiene a Patusan per circa 4 settimane, trovando Jim in apparenza felice, ma scoprendo tuttavia che, nell'animo del giovane, rimane ancora qualche traccia di dubbio e di amarezza.

Marlow riparte da Patusan prima dell'arrivo di Brown e apprenderà in seguito l'epilogo della storia e la morte di Jim, a Bangkok da Brown stesso, giacente in un letto morente e a Samarang, andando a trovare Stein, dove incontrerà Gioiello.
Per onor di cronaca nel romanzo la goletta di Brown affondò; della ciurma si salvarono solo tre uomini a bordo di una scialuppa, tra cui Brown, che vennero poi raccolti, ormai allo stremo, da un piroscafo di passaggio. Due morirono per gli stenti sulla nave stessa, mentre Brown morirà poco dopo in seguito ad una crisi d'asma. Gioiello e Tamb'Itam, non potendo più vivere a Patusan per il loro stretto rapporto avuto con Jim, verranno accolti sotto la protezione di Stein.

### Altre particolarità
L'attore Noel Purcell, che nel film risulta visibile solamente in una piccola comparsa (uno sconosciuto, attempato e corpulento ufficiale di marina dalla folta barba e capelli bianchi presente nella sala in cui viene svolta l'inchiesta "Patna"), viene indicato in vari siti tra cui ad es.:, come "Capitano Chester". In realtà tale figura di capitano non viene menzionata nel film, mentre nel romanzo di Conrad, "Chester", è uno dei tanti personaggi minori: 
 Nel romanzo l'uomo si avvicina a Marlow all'uscita del tribunale dove si è tenuta l'inchiesta e, vedendo Jim che si allontana, con cinismo e sarcasmo mormora al capitano: 
 (Cap. XIV).
Dopodiché Chester, che riferiva a Marlow di aver scoperto una sperduta isola ricca di guano in mezzo alle scogliere di Walpole (Australia occidentale), secondo lui una miniera d'oro, presenta a Marlow il suo socio, il capitano Robinson, ex contrabbandiere di oppio e cacciatore di foche: un tipo smilzo, allampanato con una barba lunga fino alla vita.
Si vorrebbe ingaggiare Jim per relegarlo su quell'isola con una quarantina di coolies a dirigere le operazioni di raccolta del guano, ma Marlow decisamente rifiuta l'offerta.
Da notare che Robinson nel film è il primo macchinista del "Patna".
Nel romanzo viene specificato che Jim sta per il diminutivo di “James”, mentre nel film a James viene anche aggiunto il cognome “Burke”, cognome che Stein apprende leggendo il Penny Illustrated Paper.

Il modo di vestire di "Brown il gentiluomo" sembra essere ispirato all'abbigliamento del capitano MacWhirr, protagonista di Tifone, infatti nelle prime righe del racconto di Conrad si legge: